# Аксу-Кендерлыкское газовое месторождение
Аксу-Кендерлыкское газовое месторожде́ние (Аксу-Кендерлы, каз. Ақсу-Кендірлі: ақсу — «белая вода», кендірлі — «джутовый») — газовое месторождение Казахстана, расположено в Каракиянском районе Мангистауской области, в 140 км южнее от города Жанаозен. Относится к Южно-Мангышлакской нефтегазоносной области.

## Характеристика месторождения
В тектоническом отношении расположен в Южно-Мангышлакском прогибе. Газовмещающая структура — брахиантиклинальная складка северо-западного простирания, осложнённая двумя гребнями. Северо-западная часть данной складки расположена в море, имеет более высокие гипсометрические отметки. По подошве отложений батского яруса средней юры при изогипсе −2130 м, размеры поднятия составляют 18,5×11 км с амплитудой поднятия в 47 м. Углы падения не больше 20 градусов.
Продуктивность установлена в верхней части аптского яруса нижнего мела.
Небольшая газовая залежь пластового типа обнаружена на юго-восточной вершине.
Коллектор порового типа, с открытой пористостью 18 %. Общая толщина коллектора — 29,5 м, эффективная — 22,3, газонасыщенная — 4,3. Коэффициент газонасыщенности — 0,48, высота залежи — 13 м.
Начальное пластовое давление — 20,5 МПа, температура 88 градусов.
Дебит газа — 48 тыс. м3/сут при штуцере 5 мм.
Месторождение Аксу-Кендерлы находится в консервации с 1974 года.